# Buick Enclave
Buick Enclave – samochód osobowy typu crossover klasy pełnowymiarowej produkowany pod amerykańską marką Buick od 2007 roku. Od 2024 roku produkowana jest trzecia generacja modelu.

## Pierwsza generacja

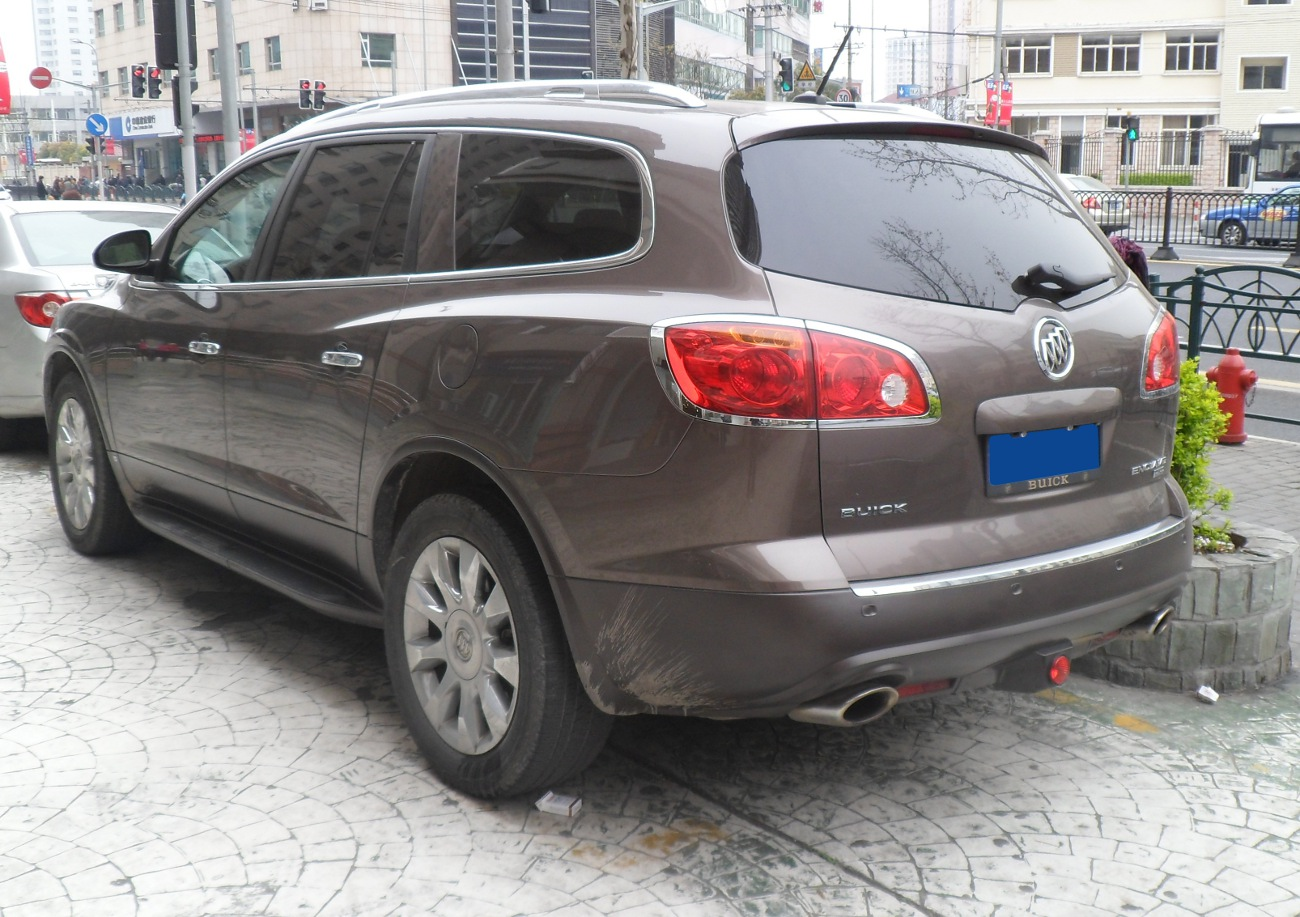
Buick Enclave I - tył

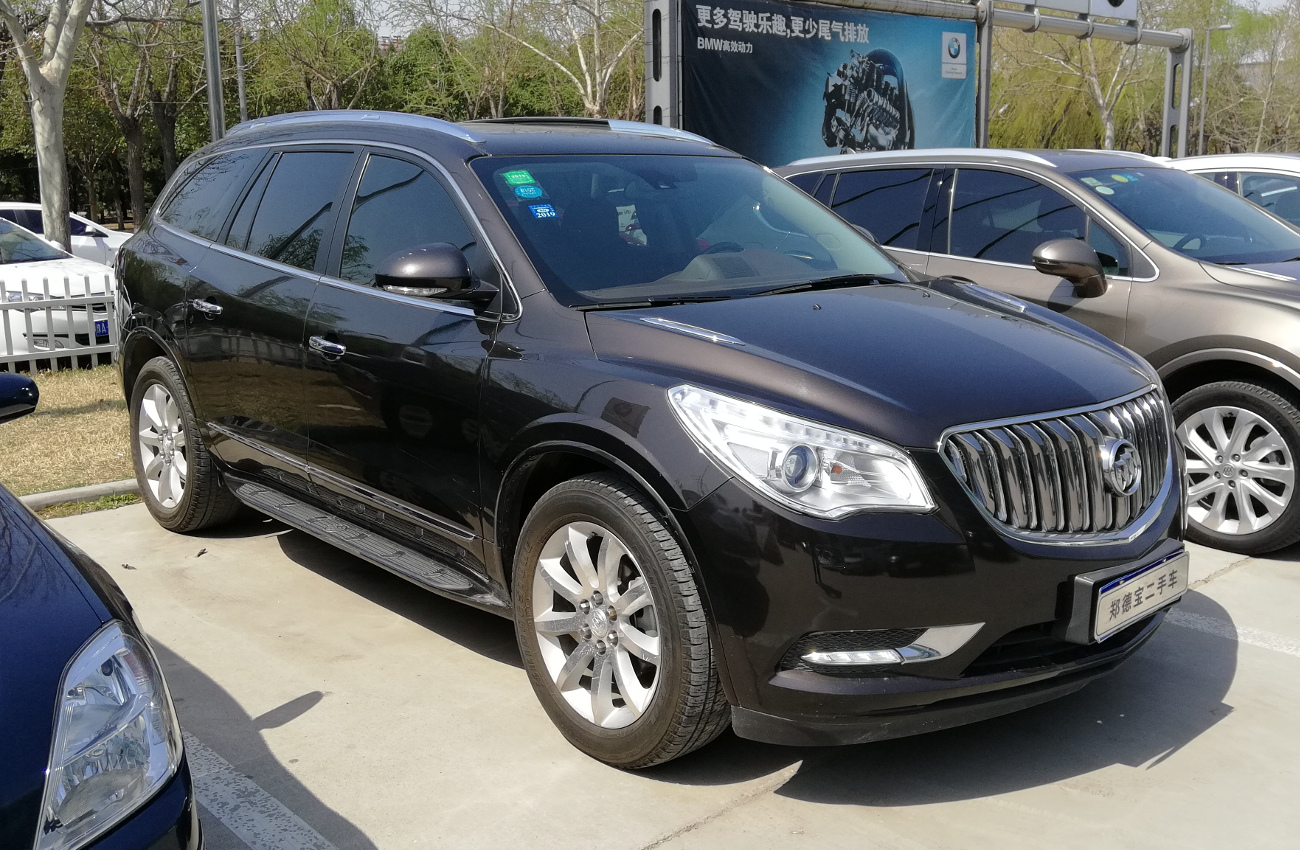
Buick Enclave I po liftingu

Buick Enclave I został zaprezentowany po raz pierwszy w 2007 roku.
Pierwszą studyjną zapowiedzią nowego modelu Bicka był prototyp, jaki miał debiut na Detroit Auto Show 2006. Seryjny model zadebiutował jesienią tego samego roku. Enclave trafił do oferty jako nowy, pełnowymiarowy crossover łączący cechy SUV-a i minivana, zastępując w ofercie zarówno model Rainier, jak i rodzinnego minivana Terraza.
Enclave pierwszej generacji był elementem nowego projektu koncernu General Motors wzbogacającego oferty jego ówczesnych 4 marek. Razem z bliźniaczymi Chevrolet Traverse, GMC Acadia i Saturn Outlook, duży crossover Buicka zbudowany został na nowej modułowej płycie podłogowej GM Lambda.
Buick Enclave charakteryzował się masywną, obłą sylwetką zdobioną licznymi akcentami z chromu, na czele z dużym wlotem powietrza dominującym pas przedni. Wydłużona tylna część nadwozia podyktowana została wygospodarowaniem jak największej przestrzeni dla maksymalnie 8 pasażerów usytuowanych w trzech rzędach siedzeń.

### Lifting
W kwietniu 2012 roku przedstawiono Enclave I po gruntownej modernizacji. Samochód zyskał zupełnie nowy wygląd pasa przedniego, gdzie pojawiła się większa atrapa chłodnicy, przemodelowany zderzak o innych kształtach, a także nowe, bardziej nieregularnie ukształtowane reflektory o bardziej agresywnej formule w stylu nowszych konstrukcji Buicka wówczas obecnych w jego ofercie.

### Sprzedaż
Początkowo Buick Enclave pierwszej generacji był początkowo samochodem oferowanym i wytwarzanym wyłącznie z myślą o rynkach północnoamerykańskich, gdzie jego sprzedaż rozpoczęła się jesienią 2007 rok. W lipcu 2008 roku zasięg pojazdu poszerzony został z kolei o największy rynek Buicka, wprowadzając Enclave do produkcji i sprzedaży na terenie Chin.

### Silniki
- V6 3.6l LY7
- V6 3.6l LLT

## Druga generacja

### Wersja amerykańska

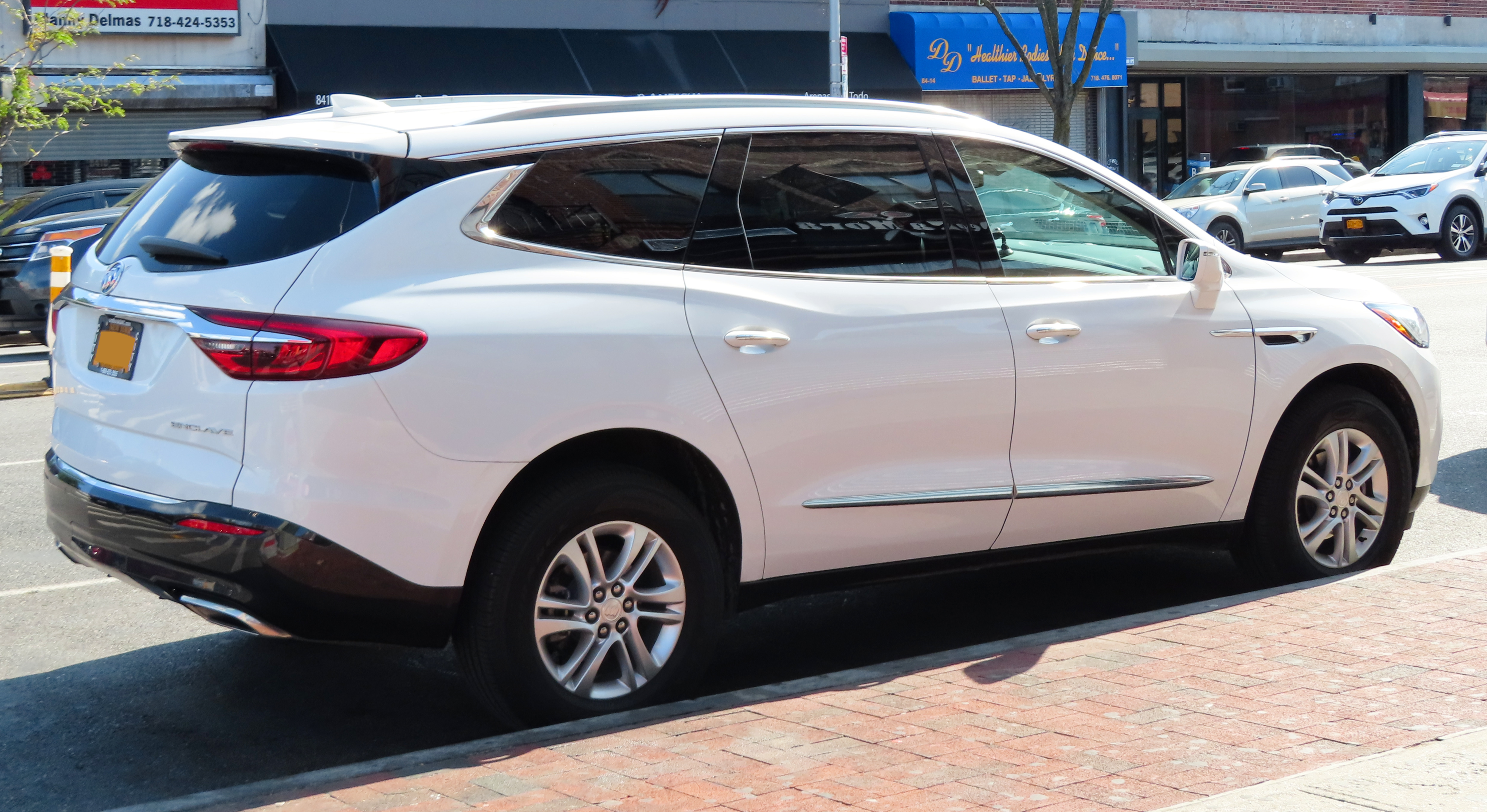
Buick Enclave II - tył

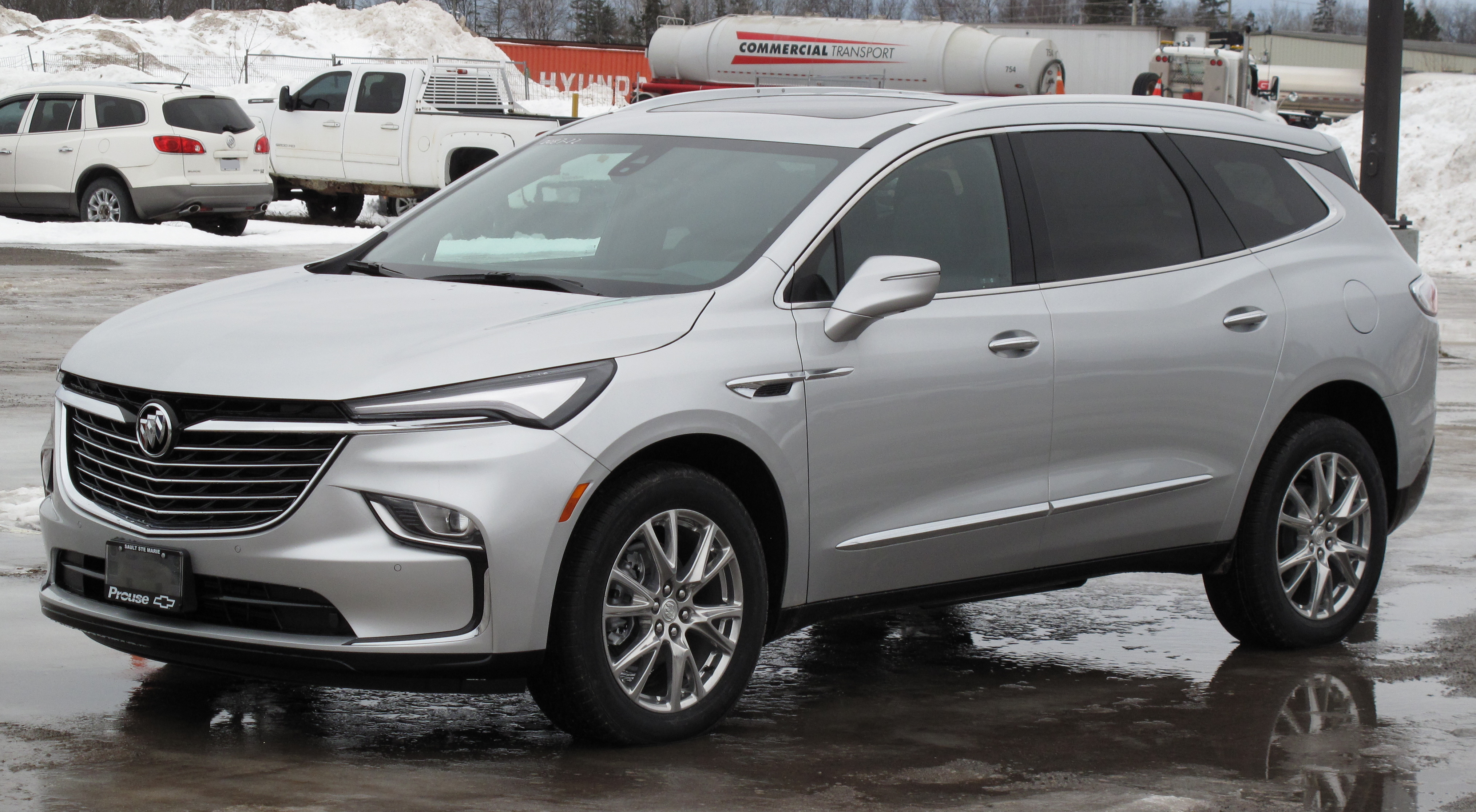
Buick Enclave II po liftingu

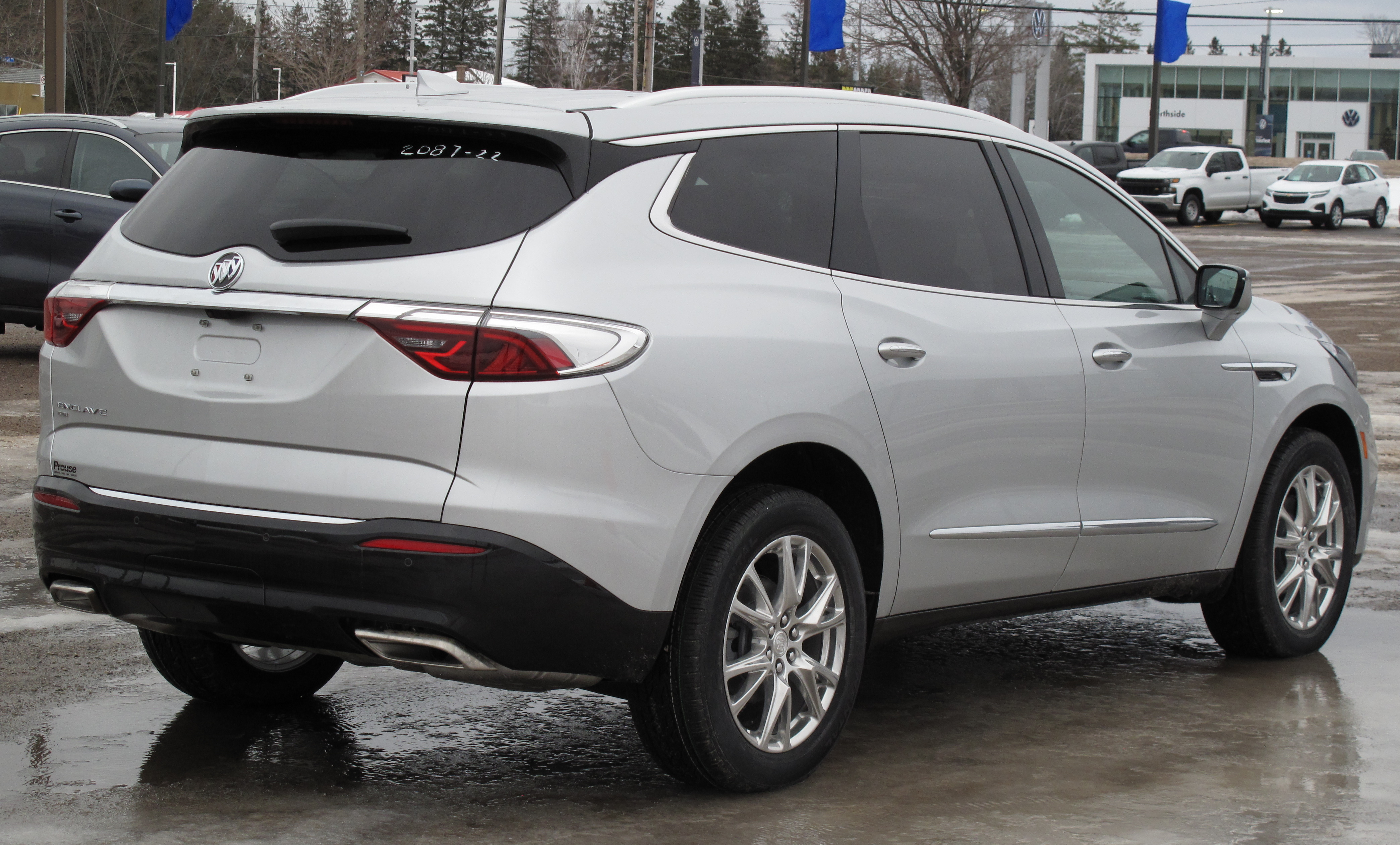
Buick Enclave II - tył po liftingu

Buick Enclave II został zaprezentowany po raz pierwszy w 2017 roku.
Po 10 latach rynkowej obecności dotychczasowego wcielenia, Buick przedstawił na kwietniowym New York Auto Show zupełnie nowe Eclave drugiej generacji. W porównaniu do poprzednika, samochód zachował podobną koncepcję dużego crossovera, przechodząc jednocześnie obszerną metamorfozę pod kątem wyglądu. Enclave II zyskało jeszcze bardziej obłe kształty nadwozia, odznaczające się większą liczbą przetłoczeń, masywniejszymi reflektorami, a także tylnymi lampami połączone chromowaną poprzeczką. Samochód został tym samym upodobniony do innych nowych modeli w ówczesnej ofercie marki, jak LaCrosse trzeciej generacji.
Dzięki oparciu na nowej architekturze koncernu General Motors, samochód stał się większy i przestronniejszy w środku przy jednoczesnym obniżeniu masy całkowitej. Sprzedaż z ograniczeniem do Ameryce Północnej rozpoczęła się jesienią 2017 roku.

### Lifting
W styczniu 2021 roku amerykański Buick Enclave II przeszedł obszerną restylizację, która objęła głównie zewnętrzny wygląd. Pas przedni zyskał większą, chromowaną atrapę chłodnicy z nowym układem poprzeczek, a także rozszczepione, dwurzędowe reflektory z oświetleniem LED wyżej oraz światłami mijania bliżej zderzaka. Przeprojektowana została także tylna część, gdzie znalazły się inne wkłady lamp tylnych oraz przemodelowany zderzak. 

### Silnik
- V6 3.6l LFY

### Wersja chińska

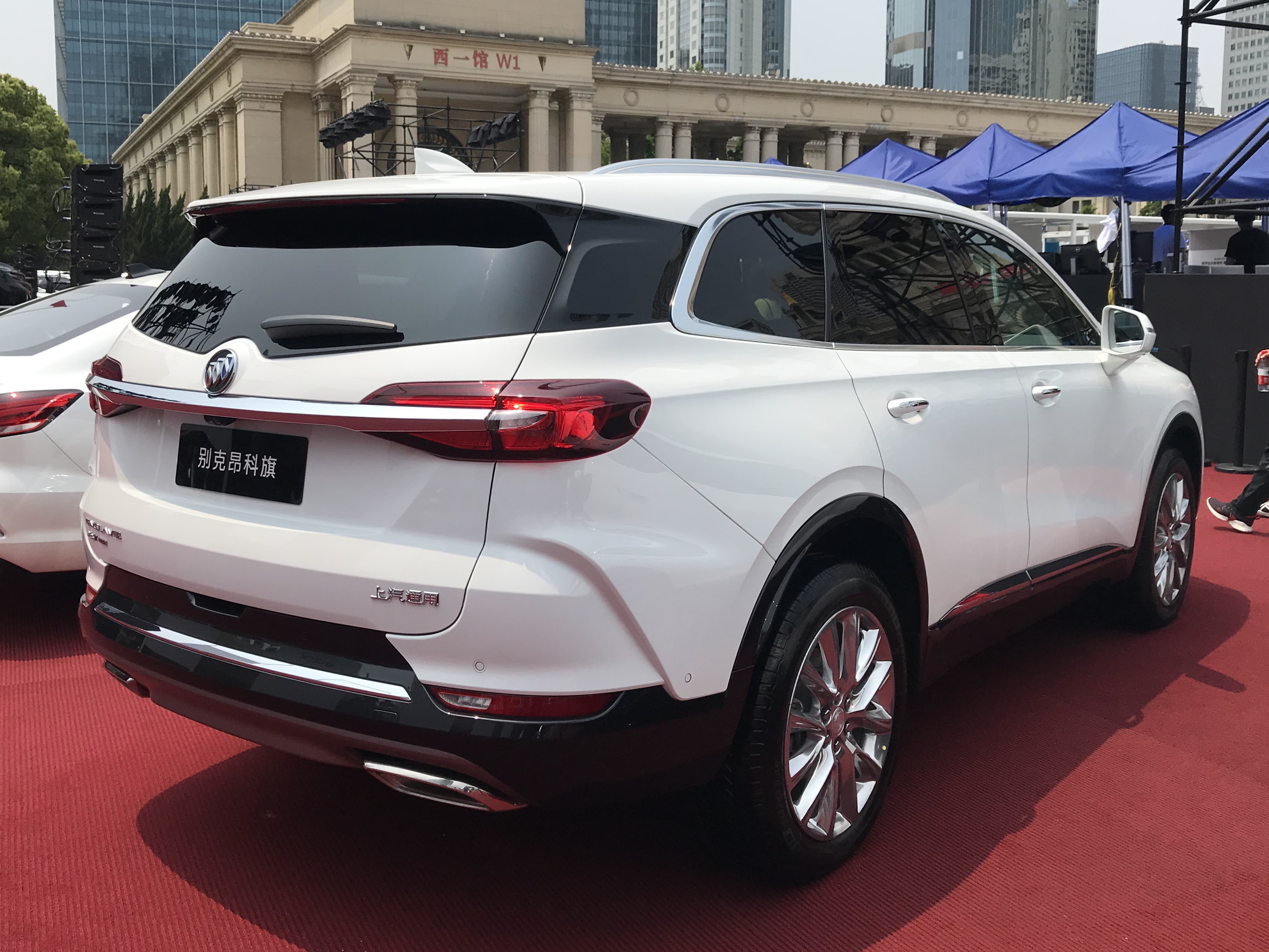
Buick Enclave II - tył

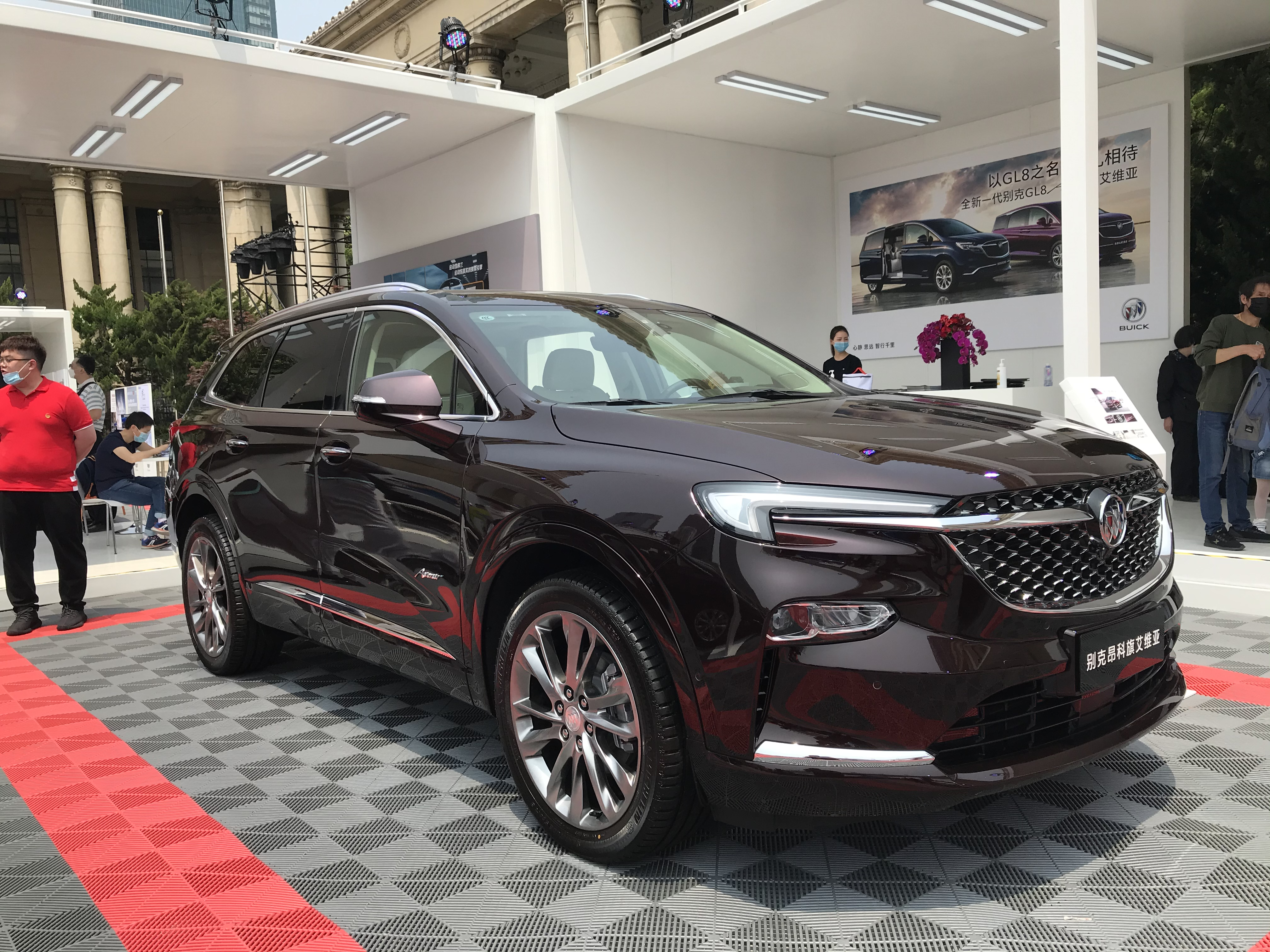
Buick Enclave II Avenir

Buick Enclave II został zaprezentowany po raz pierwszy w 2019 roku.
W listopadzie 2019 roku chiński oddział Buicka zaprezentował pierwszego dużego crossovera zbudowanego przez lokalne biuro konstruktorskie. Enclave drugiej generacji na rynek chiński został opracowany jako całkowicie niezależna konstrukcja względem oferowanego w Ameryce Północnej od 2017 roku modelu, zyskując nieznacznie mniejsze nadwozie, bardziej kanciaste proporcje i awangardowo stylizowany przedni pas nadwozia. Sprzedaż modelu ruszyła w Chinach pod koniec 2019 roku.
Chiński oddział Buicka zdecydował zaoferować się także inną jednostkę napędową, rezygnując z sześciocylindrowego V6 na rzecz tradycyjnego, dwulitrowego silnika czterocylindrowego. Jednostka rozwija moc 227 KM i dostępna jest zarówno w bazowym Enclave, jak i luksusowej topowej odmianie Enclave Avenir.

### Silnik
- R4 2.0l LSY

## Trzecia generacja
Buick Enclave III został zaprezentowany po raz pierwszy w 2024 roku.
Po 7 latach rynkowej obecności, dotychczasowa generacja Enclave została zastąpiona przez zupełnie nowy model, debiutując jako ostatni z trzech bliźniaczych konsturkcji koncernu General Motors po Chevrolecie i GMC. Pojazd oparto na zmodernizowanej platformie „C1”, zachowując przez to rozstaw osi identyczny co u poprzednika.
Enclave trzeciej generacji upodobniono do mniejszych, zmodernizowanych już wcześniej modeli Buicka w ramach nowego języka stylistycznego, charkteryzując się w ten sposób bardziej szpiczastym przodem i rozległym, nisko osadzonym trapezoidalnym wlotem powietrza. Reflektory utworzyły dwa segmenty - wysoko osadzony wąski pas LED i niżej umieszczone główne klosze. Foremne, obszerne nadwozie pomieściło trzy rzędy siedzeń.
Kabina pasażerska została utrzymana w luksusowej aranżacji adaptującej wzornictwo zastosowane już m.in. w przedstawionych w 2023 roku konstrukcjach Buicka z rynku chińskiego. Cyfrowe zegary i centralny wyświetlacz systemu multimedialnego zintegrowano w jeden, szeroki wyświetlacz w kształcie odwróconego trapezu o przekątnej 30 cali, z oprogramowaniem dostarczonym przez Google.
Po raz pierwszy z gamy jednostek napędowych zniknęło benzynowe V6 na rzecz czterocylindrowego, 2,5 litrowego turbodoładowanego silnika o mocy 328 KM połączonego z 8-biegową automatyczną skrzynią biegów i napędem AWD.

### Sprzedaż
Buick Enclave trzeciej generacji, podobnie jak poprzednicy, powstał głównie z myślą o wewnętrznym, amerykańskim rynku. W przeciwieństwie do mniejszych modeli firmy na tym rynku, jego produkcję jako jedynego nie ulokowano w chińskich lub koreańskich, lecz lokalnych, amerykańskich zakładach w Lansing poczynając od połowy 2024 roku.

### Silnik
- R4 2.5l 310 KM